# 路易莎·亞當斯
路易莎·嘉芙蓮·亞當斯（英語：Louisa Catherine Adams，1775年2月12日—1852年5月15日）是第六任美國總統約翰·昆西·亞當斯的妻子，1825年至1829年期間其夫在任總統期間擔任美國第一夫人，原姓约翰逊，路易莎出生在倫敦，使她成為首位、亦是仅有的在美國或北美十三州境外出生的两位美國第一夫人之一（另一位是192年後的第一夫人梅拉尼娅·特朗普，出生於南斯拉夫）。